# Danh sách nhân vật trong D.N.Angel
Đây là danh sách các nhân vật của bộ manga D.N.Angel của Yukiru Sugisaki và bộ anime chuyển thể của nó.

## Nhân vật chính

### Daisuke Niwa
Lồng tiếng nhân vật:
- Anime: Miyu Irino, Tomoko Kaneda (phiên bản trước)
- Drama CD: Sōichirō Hoshi
- Lồng tiếng Anh: Kevin Corn

Daisuke Niwa (丹羽 大助 Niwa Daisuke, Đan Vũ Đại Trợ)
Là một cậu bé 14 tuổi ngây thơ sôi nổi, từng được gia đình dạy dỗ từ bé cách để trở thành một tên trộm hoàn hảo (mặc dù cậu không hề biết tại sao cho đến khi đã quá muộn) bằng cách gài bẫy để thử thách cậu ta trên đường về nhà. Hơn tất cả đó là một chàng trai khoẻ mạnh, dễ thương có tấm lòng rộng mở với tất cả mọi người. Ban đầu Daisuke bị "sét đánh" với Risa và tỏ tình với cô nhưng bị từ chối. Daisuke sau đó đã nhận ra tình cảm thật của mình hướng về Riku.

### Dark Mousy
Lồng tiếng nhân vật: 
- Anime: Ryotaro Okiayu
- Drama CD: Masaya Onosaka
- Lồng tiếng Anh: Vic Mignogna

Dark Mousy (ダーク・マウシー Dāku Maushī)
Tên trộm bí ẩn xuất hiện lần cuối cách đây 40 năm trước khi biến mất khỏi thế giới một lần nữa. Dark là một trong những nhân vật khó hiểu của truyện. Dưới vẻ bề ngoài lạnh lùng và liều lĩnh ẩn chứa một con người dễ bị tổn thương và không dứt khoát. Dark rất hay trêu chọc các cô gái và gây lại cho Daisuke rất nhiều điều phiền phức, vẻ bề ngoài có thể khiến mọi người nghĩ Dark là một anh chàng hư hỏng nhưng bản chất anh ta là người tốt, từng cứu và bảo vệ Daisuke trong những tình huống nguy hiểm, và 2 người sẽ là bộ đôi không thể thiếu để chống lại Krad. Tuy nhiên về mặt nào đó anh ta hoàn toàn chịu sự chi phối của Riku.

## Nhân vật đối lập

### Satoshi Hiwatari
Lồng tiếng nhân vật:
- Anime: Akira Ishida
- Drama CD: Tomokazu Seki
- Lồng tiếng Anh: Greg Ayres

With/Wiz (ウィズ)
Satoshi Hiwatari/Hikari (日渡 怜 Hiwatari Satoshi, Nhật Độ Liên)
Một người trầm tính, thông minh và nguyên tắc đến đáng sợ. Như anh ta nói thì lẽ sống cả cuộc đời mình chỉ là để bám theo hình bóng của Dark như một con chó săn. Và anh ta đã bỏ phí thời gian vì việc đó. Là một thiên tài không bình thường (tốt nghiệp Oxford trước 14 tuổi) nhưng vẫn chịu học tiếp ở trường như những người khác với lý do mà không ai biết được. Satoshi về cơ bản hiểu rằng Daisuke và Dark là một cặp không thể tách rời, nhưng anh không tiết lộ điều đó ra. Anh là đội trưởng của một nhóm cảnh sát đi truy lùng Dark và làm công việc đó một cách rất nghiêm túc. Các fans của anh ta (những cô gái hâm mộ Satoshi, đặc biệt là bạn cùng lớp) cũng nhận thấy rằng có điều gì đó giữa anh ta và Daisuke.

### Krad
Lồng tiếng nhân vật:
- Anime: Takeshi Kusao
- Drama CD: Taiki Matsuno
- Lồng tiếng Anh: Illich Guardiola

## Nhân vật phụ

### Risa Harada
Lồng tiếng nhân vật: 
- Anime: Masumi Asano
- Drama CD: Sakura Tange
- Lồng tiếng Anh: Luci Christian

Risa Harada (原田 梨紗 Harada Risa, Nguyên Điền Lê Sa)
Là cô em trong hai chị em sinh đôi, Risa rất chú ý đến vẻ bề ngoài và luôn muốn có một người bạn trai đẹp trai, hoàn hảo, quả là một sự đòi hỏi quá nhiều đối với một chàng tai dành cho cô. Cô bị "sét đánh" khi lần đầu nhìn thấy Dark trên TV và coi anh này là mẫu người yêu lý tưởng. Ban đầu cảm xúc ấy bị cho là bồng bột và hời hợt, nhưng càng về sau, Risa đã chứng minh được sự nghiêm túc của mình và Dark cũng đáp lại tình cảm chân thành của cô.

### Riku Harada
Lồng tiếng nhân vật: 
- Anime: Sara Nakayama
- Drama CD: Yuka Imai
- Lồng tiếng Anh: Hilary Haag

Riku Harada (原田 梨紅 Harada Riku, Nguyên Điền Lê Hồng)
Là cô chị sinh đôi của Risa, có mái tóc ngắn và vẻ ngoài mạnh mẽ, Riku quan tâm đến vẻ đẹp bên trong con người nhiều hơn cô em sinh đôi của mình. Cô ta không bị lệ thuộc và ghét phải chịu ơn người khác khi làm điều gì đó. Là một cô gái tốt, Riku rất căm ghét Dark từ khi nhầm tưởng anh là một gã dê cụ hư hỏng. Một phần của sự căm ghét đó là trong phiên bản anime của D.N.Angel, Dark đã cướp đi mất nụ hôn đầu đời của cô (buộc phải làm thế để ngăn không cho Riku hét lên khi nhìn thấy anh trốn trong phòng). Nhưng trên thực tế người đó là Daisuke vì khi Dark chuẩn bị hôn Riku Dark đã biến trở lại thành Daisuke. Tuy nhiên sau này thái độ gay gắt đó với Dark đã dịu lại.

### Emiko Niwa
Lồng tiếng nhân vật:
- Anime: Sakiko Tamagawa, Taeko Kawata (younger version)
- Drama CD: Yūko Nagashima
- Lồng tiếng Anh: Kelly Manison

Emiko Niwa (丹羽 笑子 Niwa Emiko, Đan Vũ Tiếu Tử)
Mẹ của Daisuke.

### Kosuke Niwa
Lồng tiếng nhân vật:
- Anime: Masaki Terasoma
- Drama CD: Toshihiko Seki
- Lồng tiếng Anh: Andy McAvin

Kosuke Niwa (丹羽 小助 Niwa Kosuke, Đan Vũ Tiểu Trợ)
Bố của Daisuke.

### Daiki Niwa
Lồng tiếng nhân vật:
- Anime: Takeshi Aono, Hirokazu Hiramatsu (younger version)
- Drama CD: Eiji Maruyama, Mugihito Terada (younger version)
- Lồng tiếng Anh: John Swasey

Daiki Niwa (丹羽 大樹 Niwa Daiki, Đan Vũ Đại Thụ)
Ông ngoại của Daisuke.

### Takeshi Saehara
Lồng tiếng nhân vật:
- Anime: Minoru Shiraishi, Yumiko Kobayashi (younger version)
- Drama CD: Wataru Takagi
- Lồng tiếng Anh: Kira Vincent-Davis

Takeshi Saehara (冴原 剛 Saehara Takeshi, Hàn Nguyên Cương)
Có thể nói về cơ bản đây là một người bạn rất tốt của Daisuke, tuy hay bắt nạt và trêu chọc. Anh là con của cảnh sát trưởng và (bằng sự tình cờ ngẫu nhiên) cũng luôn bám theo gót giày của Dark. Là một thanh niên tốt, một chút dữ dội và nghịch ngợm nhưng đó là một phần khiến cho anh ta trở nên cuốn hút.

### Wiz
Lồng tiếng nhân vật:
- Anime: Unknown
- Drama CD: Megumi Toyoguchi
- Lồng tiếng Anh: Mariela Ortiz (chỉ khi biến thành người)

Rio Hikari (氷狩 理緒 Hikari Rio, Băng Thú Lý Tự)

### Towa
Lồng tiếng nhân vật:
- Anime: Rie Tanaka
- Lồng tiếng Anh: Monica Rial

Towa no Shirube (永遠の標)

### Mio Hio
Lồng tiếng nhân vật:
- Anime: Taeko Kawata
- Lồng tiếng Anh: Jessica Boone

Mio Hio (桧尾 澪 Hio Mio)

### Argentine
Argentine (アージェンタイン Ājentain)

### Keiji Saga
Lồng tiếng nhân vật:
- Drama CD: Kenichi Suzumura

Keiji Saga (佐賀 京二 Saga Keiji)

### Kei Hiwatari
Lồng tiếng nhân vật:
- Anime: Rikiya Koyama
- Lồng tiếng Anh: John Gremillion

Kei Hiwatari (日渡 警 Hiwatari Kei)